# Escola Superior de Agricultura Luiz de Queiroz
Escola Superior de Agricultura "Luiz de Queiroz" (Esalq) é uma unidade da Universidade de São Paulo (USP) voltada ao ensino, pesquisa e extensão universitária nas áreas das ciências agrárias, sociais aplicadas e ambientais, localizada no Campus USP "Luiz de Queiroz" no município de Piracicaba - SP. A Esalq oferece sete cursos de graduação e dezesseis programas de pós-graduação (PPG), um PPG internacional e 2 PPGs interunidades. Os diversos cursos da Esalq abrigam cerca de 2.000 alunos de graduação e 1.100 alunos de pós-graduação.[carece de fontes?]
A Esalq iniciou suas atividades em 1901, como resultado dos esforços de Luís Vicente de Sousa Queirós. Em 1934, foi uma das escolas fundadoras da Universidade de São Paulo, junto com a Faculdade de Direito do Largo São Francisco, Escola Politécnica, Faculdade de Farmácia e Odontologia da Universidade de São Paulo, Faculdade de Medicina Veterinária, Faculdade de Medicina e Instituto de Educação.[carece de fontes?]

## Áreas de atuação da Esalq
Durante grande parte de sua história inicial, o foco principal de atuação da Esalq esteve voltado à agricultura e à agropecuária, desenvolvidas dentro de seu tradicional curso de graduação em Engenharia Agronômica e nas atividades de pesquisas em áreas correlatas à agronomia.[carece de fontes?]
Ao longo das últimas décadas, contudo, o escopo de atuação da Esalq foi significativamente ampliado, através da criação de novos cursos de graduação e pós-graduação, os quais além da atividade de ensino, propiciam o fortalecimento da pesquisa e extensão universitária dentro de suas áreas de atuação.[carece de fontes?]

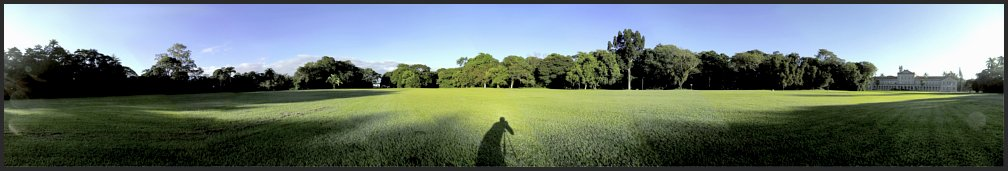
Panorama do campus da Esalq em Piracicaba.

## Histórico

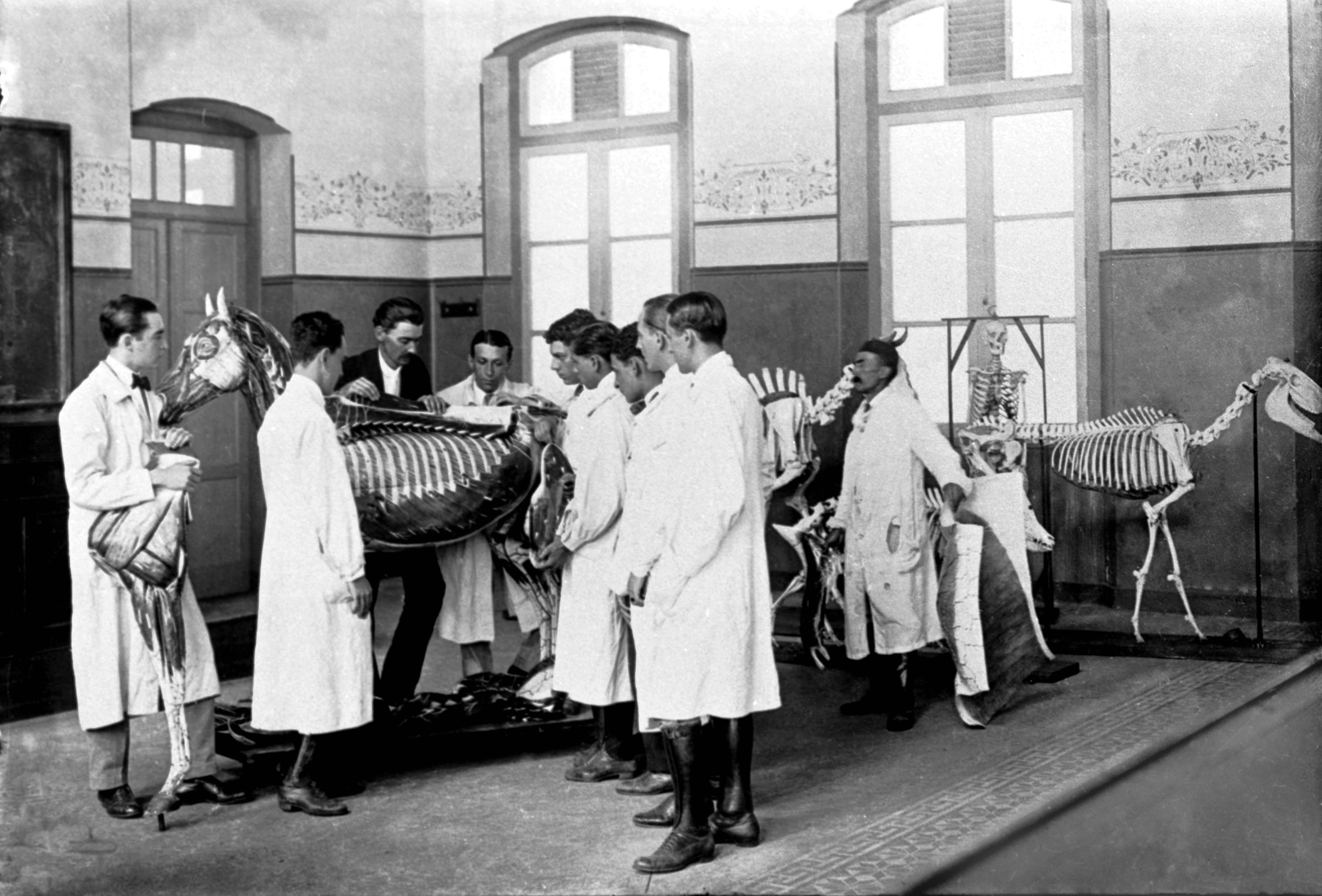
Material didático utilizado em sala de aula na “Luiz de Queiroz” – fonte primária, sem data, supõe-se tratar do período entre 1908 e 1912, quando foram feitos os primeiros registros profissionais de fotografia para propaganda da escola. (Acervo do Museu da Esalq/USP)

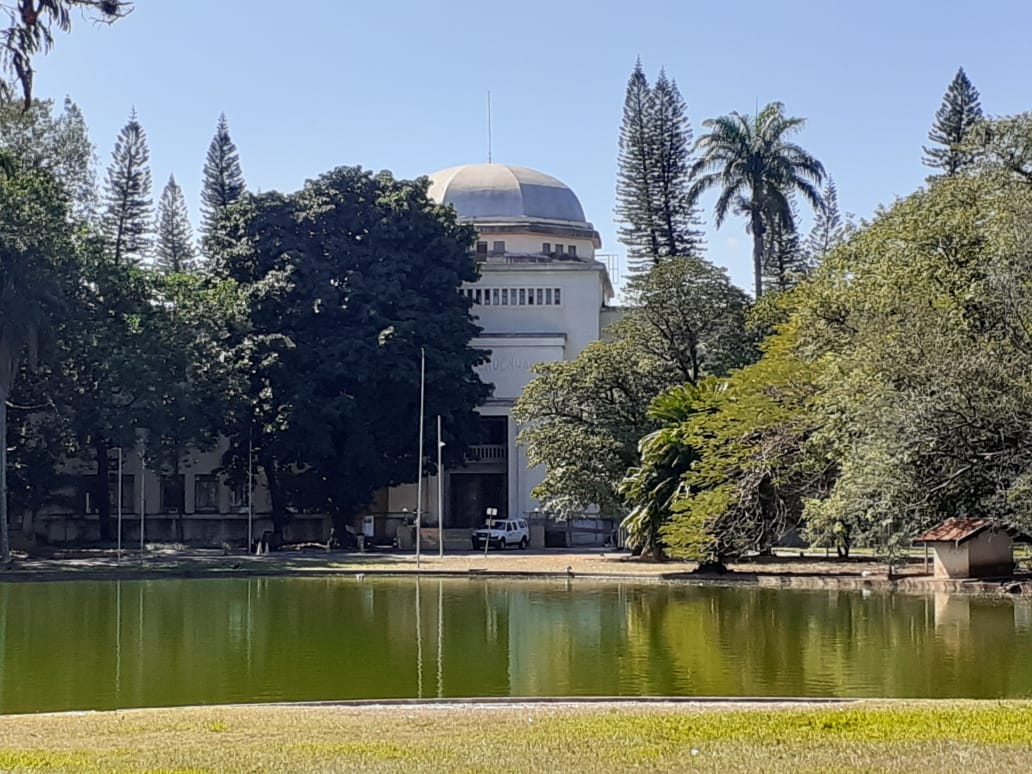
Pavilhão de Engenharia da Esalq

O projeto de construção da instituição teve início em 1881, como consequência, principalmente, das ações de Luís Vicente de Sousa Queirós, que presidiu um coletivo de proprietários rurais e políticos paulistas reunidos na associação "Brazilian Gentleman"(Cavalheiros Brasileiros). Quando o projeto privado quase naufragava por problemas financeiros, foi assumido em 1893 pelo estado de São Paulo por meio de sua Secretaria da Agricultura. A Esalq iniciou oficialmente suas atividades em 1901, na chamada Fazenda São João da Montanha. Entre 1901 e 1934 a Esalq fez parte da Secretaria da Agricultura do Estado de São Paulo, passando a integrar a Universidade de São Paulo (USP) a partir de 1934, sendo uma de suas unidades fundadoras.[carece de fontes?]

### Cronologia
- 1893: O projeto presidido por Luís Vicente de Sousa Queirós é assumido pelo Governo do Estado de São Paulo.[6]
- 1898: Morte de Luís Vicente de Sousa Queirós
- 1900: Decreto n.º 683-A cria a Escola Agrícola Prática de Piracicaba
- 1901: Iniciam-se as aulas, 3 de junho, sendo considerada inaugurada a Escola Prática Luiz de Queiroz
- 1903: Fundação da Associação Atlética Acadêmica Luiz de Queiroz
- 1907: Inauguração do Edifício Central
- 1909: Fundação do Centro Acadêmico Luiz de Queiroz (CALQ)
- 1925: Por seu padrão de ensino e valor de sua pesquisa agrícola, a Escola Agrícola Prática de Piracicaba foi elevada ao nível universitário
- 1931: A Escola recebe a atual denominação de Escola Superior de Agricultura “Luiz de Queiroz” (Esalq) em homenagem a seu idealizador.
- 1934: Desde 1901 ligada à Secretaria de Agricultura do Estado de São Paulo, a Esalq passa a integrar, como unidade fundadora, a Universidade de São Paulo (USP)
- 1943: Fundação da Associação dos Ex-Alunos da Esalq[10]
- 1945: Edifício Central passa por uma expansão e ganha mais um andar
- 1958: Realização da primeira Semana Luiz de Queiroz, encontro de ex-alunos e homenagens aos formandos de anos jubilares, em comemoração ao Dia do Engenheiro Agrônomo (12 de outubro)
- 1964: Início das atividades na pós-graduação, a primeira na USP e a segunda no Brasil com mestrado em Ciências, abrangendo as áreas de Estatística e Experimentação, Solos, Nutrição de Plantas, Fitopatologia, Genética e Melhoramento de Plantas, Mecânica, Motores e Máquinas Agrícolas
- 1966: Criação do Centro de Energia Nuclear na Agricultura (CENA), que nasceu com o objetivo de desenvolver técnicas e métodos nucleares aplicados em pesquisas agronômicas
- 1967: Início do curso de Economia Doméstica, desativado em 1991
- 1970: Início dos cursos de Pós-Graduação em nível de doutorado
- 1972: Início do curso de graduação em Engenharia Florestal
- 1998: Início do curso de graduação em Ciências Econômicas (até 2002 o nome era Economia Agroindustrial)
- 2001: Esalq comemora seu centenário
- 2001: Início do curso de graduação em Ciências dos Alimentos
- 2002: Início dos cursos de graduação em Ciências Biológicas e em Gestão Ambiental
- 2005: Formalização do 1.º programa de dupla-diplomação em Engenharia Agronômica Brasil-França, projeto coordenado pela Esalq e instituições francesas
- 2006: O Edifício Central, o Parque e parte do conjunto que compõem o Campus "Luiz de Queiroz" foram tombados pelo Conselho de Defesa do Patrimônio Histórico, Arqueológico, Artístico e Turístico do Estado de São Paulo (Comdephaat)
- 2009: Formação do Engenheiro Agrônomo n.º 10.000 e início da formalização do programa de dupla-diplomação com a Wageningen University Research Center, da Holanda
- 2011: Esalq completa 110 anos
- 2011: Aprovação do curso de Graduação de Administração, que terá início em 2013
- 2013: Início do curso de Graduação em Administração.

## Órgãos estudantis

### Associação Atlética Acadêmica Luiz de Queiroz
A Associação Atlética Acadêmica Luiz de Queiroz (AAALQ) é a entidade esportiva dos alunos da Escola Superior de Agricultura Luiz de Queiroz. Foi fundada em 30 de maio de 1924 como Associação Atlética Luiz de Queiroz, embora outra data de fundação seja considerada, a de 20 de setembro de 1903, dia em que foi fundado o Club Esportivo Piracicabano, considerado predecessor da AAALQ.
É notadamente uma das maiores pioneiras no esporte em Piracicaba e no estado de São Paulo, tendo contribuído com seus atletas para várias conquistas importantes, como o tricampeonato da cidade de futebol, o título da I Olimpíada Universitária Brasileira e sendo premiada diversas vezes como atlética modelo do interior.[carece de fontes?]

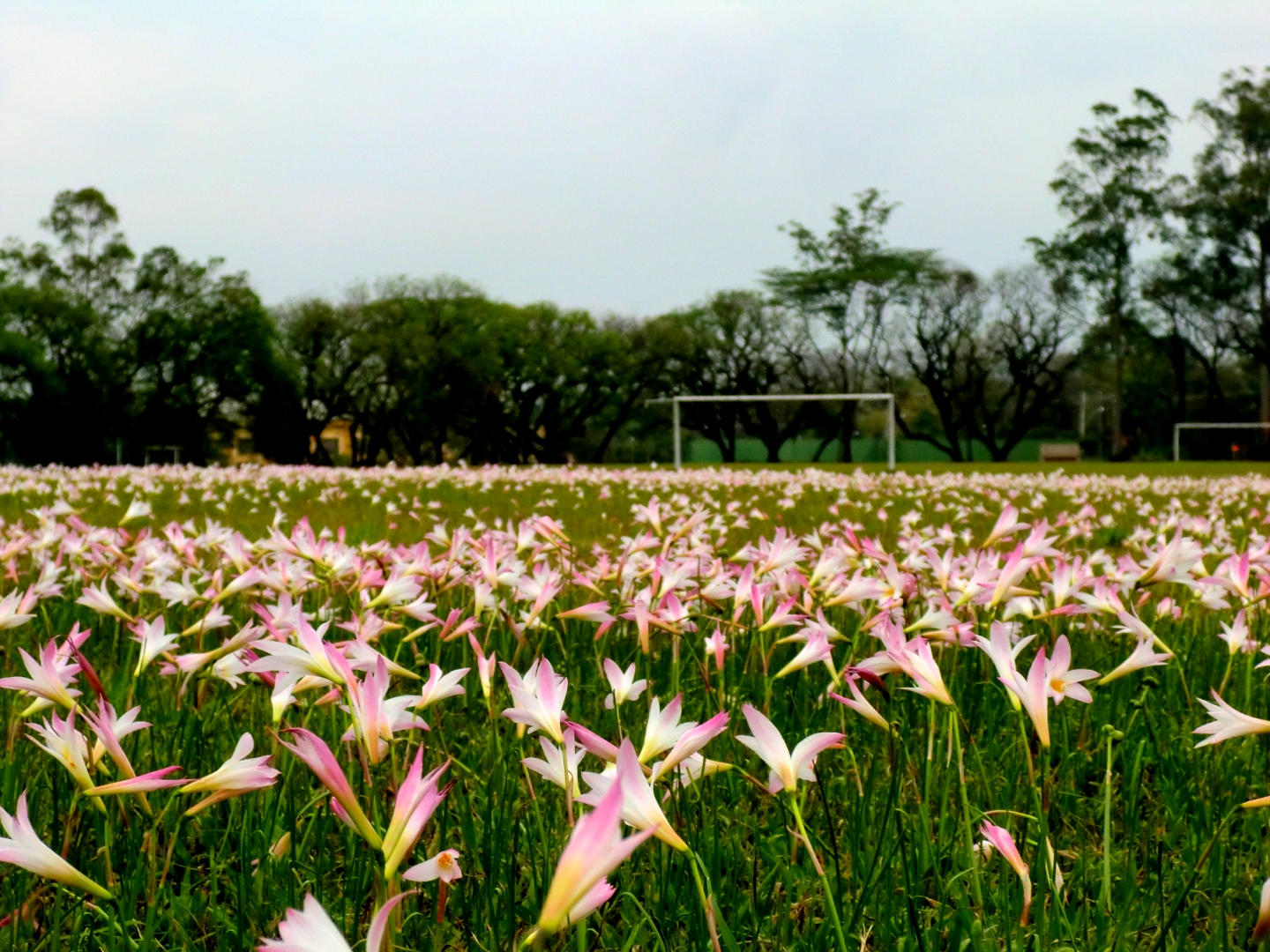
Gramado do campo de futebol da AAALQ no início da primavera com a floração de lírios

### Centro Acadêmico Luiz de Queiroz
Fundado em 1909 e ativo até os dias atuais, o Centro Acadêmico Luiz de Queiroz (CALQ) é a entidade de representação política dos estudantes de graduação da USP de Piracicaba. Seu estatuto também estabelece autarquias submetidas ao CALQ, sendo elas o Conselho de Repúblicas, a Comissão de Integração, as comissões de formatura de cada ano e também a organização dos estudante do curso de Engenharia Agronômica.

#### Conselho de Repúblicas
O Conselho de Repúblicas é uma autarquia do CALQ, tendo autonomia e estatuto próprio. Abrange um grande número de repúblicas de estudantes da Esalq. Sua atuação se volta principalmente a integração entre os estudantes, promovendo festas e encontros.